# The Chocolate Soldier
The Chocolate Soldier ist eine US-amerikanische Filmoperette mit Nelson Eddy und Risë Stevens aus dem Jahr 1941. Das Drehbuch basiert auf der Bühnenkomödie The Guardsman, der englischen Fassung des Stücks A Testőr (dt. Der Leibgardist) von Ferenc Molnár. Das Libretto und der Titel sind der englischen Fassung der deutschen Operette Der tapfere Soldat von Oscar Straus entlehnt, die selbst auf der Komödie Helden (original: Arms and the Man) von George Bernhard Shaw basiert.

## Handlung
Karl Lang und Maria Lanyi sind die strahlenden Sterne am Wiener Operettenhimmel. Auch im Privaten verstehen sich die beiden temperamentvollen Stars sehr gut und haben deshalb erst vor wenigen Monaten geheiratet. Doch die Ehe verläuft nicht so harmonisch, wie sich die zwei das erhofft hatten. Maria möchte gerne Karriere an der Oper machen und endlich ernsthafte Musik singen. Karl hält das für eine Marotte und verdächtigt Maria, ihn zu betrügen. Um ihre Treue zu testen, verkleidet er sich als einen russischen Leibgardisten mit dem romantischen Namen Vassily Vassilievitch, komplett mit Kosakenhose und langem Bart. Maria ist bald hin und weg von dem draufgängerischen Vassily, was Karl nur darin bestärkt, an Marias Treue zu zweifeln. Am Ende lösen sich die Missverständnisse auf, und Karl und Maria schwören sich ewige Liebe.

## Hintergrund
Die Zusammenarbeit des Leinwandpaares Jeanette MacDonald und Nelson Eddy erwies sich zunehmend als kostspielige Angelegenheit für MGM. Ihre gemeinsamen Filme, ausnahmslose teuer produzierte Operetten, deren Herstellungskosten auf bis zu 2.200.000 US-Dollar eskalieren konnten wie im Fall von Maienzeit, fanden immer weniger Zustimmung bei den Kinozuschauern. Spätestens 1941 war allen Beteiligten klar, dass die Zusammenarbeit dem Ende zuging, nachdem die beiden letzten Filme nur noch kleine Gewinne einspielten. Mit The Chocolate Soldier unternahm das Studio einen halbherzigen Versuch, Nelson Eddy als Solostar aufzubauen. Die Grundvoraussetzungen für einen Erfolg waren gering. Eddy war berüchtigt für seine hölzerne Leinwandpräsenz, die ihm den Spitznamen Der Singende Kapaun eingetragen hatte. Jetzt sollte er einem Drehbuch genügen, das sich auf die bekannte Komödie The Guardsman bezog, der englischen Fassung des Stücks A Testőr (dt. Der Leibgardist) von Ferenc Molnár, in dem 1924 Alfred Lunt und Lynn Fontanne einen ihrer größten Bühnenerfolge feiern konnten. Die weibliche Hauptrolle ging an die bekannte Sopranistin der Metropolitan Opera, Risë Stevens, die bislang jedoch keinerlei Filmerfahrung aufweisen konnte. Am Ende waren Publikum und Kritik gleichermaßen überrascht über den fertigen Film. Nelson Eddy enthüllte sein bislang sorgfältig verborgenes Talent für leichte Komödie, und Risë Stevens zeigte eine charmante Darstellung sowie viel Präsenz und Charisma.

## Kritik
Bosley Crowther, bislang kein Freund von Nelson Eddy, nannte den Schauspieler in seiner Besprechung in der New York Times eine große Überraschung als überdrehter Russe.
Archer Winsten war in der New York Post völlig begeistert von Risë Stevens. Sie spiele im Grund die Art von Rolle, die normalerweise für Jeanette MacDonald reserviert sei, würde aber besser singen, besser aussehen, viel natürlicher wirken und sei zudem viel jünger als diese (She [has] taken the spot ordinarily reserved for Jeanette MacDonald, But she is bigger, younger, less dental, sings as well or better, and is not so cute).

## Auszeichnungen
Bei der Oscarverleihung 1942 erhielt der Film Nominierungen in den Kategorien:
- Beste Kamera (Schwarz-Weißfilm)
- Bestes Originalfilmmusik (Musical)
- Bester Ton